# 10 000 mètres masculin aux Jeux olympiques d'été de 2008
Navigation
Athènes 2004 Londres 2012
L'épreuve du 10 000 mètres masculin aux Jeux olympiques de 2008 a eu lieu le 17 août 2008 dans le Stade national de Pékin.
Les limites de qualifications étaient de 27 min 50 s 00 (limite A) et 28 min 10 s 00 (limite B).
Il n'y avait pas de course de qualification, 39 concurrents sont inscrits.

## Records
Avant cette compétition, les records dans cette discipline étaient les suivants :
| Record du monde  | 26 min 17 s 53 | Kenenisa Bekele | Éthiopie | 26 août 2005 | Bruxelles |
| Record olympique | 27 min 05 s 10 | Kenenisa Bekele | Éthiopie | 20 août 2004 | Athènes   |

## Médaillés
| Or              | Argent         | Bronze     |
| Kenenisa Bekele | Sileshi Sihine | Micah Kogo |

## Résultats
| Rang | Pays       | Athlète                   | Temps               |
| ---- | ---------- | ------------------------- | ------------------- |
| 1    | Éthiopie   | Kenenisa Bekele           | 27 min 01 s 17 (RO) |
| 2    | Éthiopie   | Sileshi Sihine            | 27 min 02 s 77      |
| 3    | Kenya      | Micah Kogo                | 27 min 04 s 11 (SB) |
| 4    | Kenya      | Moses Ndiema Masai        | 27 min 04 s 11 (SB) |
| 5    | Érythrée   | Zersenay Tadese           | 27 min 05 s 11      |
| 6    | Éthiopie   | Haile Gebrselassie        | 27 min 06 s 68      |
| 7    | Kenya      | Martin Irungu Mathathi    | 27 min 08 s 25 (PB) |
| 8    | Qatar      | Ahmad Hassan Abdullah     | 27 min 23 s 75 (SB) |
| 9    | Tanzanie   | Fabiano Joseph Naasi      | 27 min 25 s 33      |
| 10   | Ouganda    | Boniface Kiprop Toroitich | 27 min 27 s 28      |
| 11   | Turquie    | Selim Bayrak              | 27 min 29 s 33 (RN) |
| 12   | Érythrée   | Kidane Tadasse            | 27 min 36 s 11      |
| 13   | États-Unis | Galen Rupp                | 27 min 36 s 99 (SB) |
| 14   | Tanzanie   | Dickson Marwa Mkami       | 27 min 48 s 03      |
| 15   | États-Unis | Abdi Abdirahman           | 27 min 52 s 53      |
| 16   | Maroc      | Abdellah Falil            | 27 min 53 s 14      |
| 17   | Espagne    | Juan Carlos de la Ossa    | 27 min 54 s 20      |
| 18   | Bahreïn    | Ali Hasan Mahboob         | 27 min 55 s 14      |
| 19   | Rwanda     | Dieudonné Disi            | 27 min 56 s 74      |
| 20   | Qatar      | Essa Ismail Rashed        | 27 min 58 s 67      |
| 21   | Tanzanie   | Samwel Shauri             | 28 min 06 s 26      |
| 22   | Qatar      | Felix Kikwai Kibore       | 28 min 11 s 92      |
| 23   | Espagne    | Carles Castillejo         | 28 min 13 s 68      |
| 24   | Espagne    | Ayad Lamdassem            | 28 min 13 s 73      |
| 25   | États-Unis | Jorge Torres              | 28 min 13 s 93      |
| 26   | Inde       | Surendra Singh            | 28 min 13 s 97      |
| 27   | Autriche   | Guenther Weidlinger       | 28 min 14 s 38      |
| 28   | Japon      | Kensuke Takezawa          | 28 min 23 s 28      |
| 29   | Mexique    | Juan Carlos Romero (en)   | 28 min 26 s 57      |
| 30   | Russie     | Sergueï Ivanov            | 28 min 34 s 72      |
| 31   | Japon      | Takayuki Matsumiya        | 28 min 39 s 77      |
| 32   | Érythrée   | Teklemariam Medhin        | 28 min 54 s 33      |
| 33   | Canada     | Eric Gillis               | 29 min 08 s 10      |
| 34   | Portugal   | Rui Pedro Silva           | 29 min 09 s 03      |
| 35   | Mexique    | Alejandro Suarez          | 29 min 24 s 78      |
| -    | Maroc      | Mohamed El Hachimi        | DNF                 |
| -    | Mexique    | David Galvan              | DNF                 |
| -    | Zimbabwe   | Cutbert Nyasango          | DNF                 |
| -    | Algérie    | Khoudir Aggoune           | DNS                 |

Records et Performances
- AR : Record continental (area record)
- CR : Record des championnats (championship record)
- MR : Record du meeting (meet record)
- NR : Record national (national record)
- OR : Record olympique (olympic record)
- PR : Record paralympique (paralympic record)
- PB : Record personnel (personal best)
- SB : Meilleure performance personnelle de la saison (season's best)
- WL : Meilleure performance mondiale de l'année (world leader)
- WJR : Record du monde junior (world junior record)
- WR : Record du monde (world record)

Circonstances et Conditions
- DNF : N'a pas terminé (did not finish)
- DNS : N'a pas pris le départ (did not start)
- DQ : Disqualification (disqualification)
- NM : Aucun essai valable enregistré (No Mark)
- Q : Qualifié « directement » au prochain tour (ou à la prochaine compétition), lors d'une compétition majeure, grâce au classement ou à la réalisation des minima (automatic qualifier)
- q : Qualifié au prochain tour (ou à la prochaine compétition), lors d'une compétition majeure, grâce au repêchage ou à la réalisation de l'une des meilleures performances parmi celles des « non qualifiés directement » (grâce au meilleur temps ou à la meilleure distance par exemple) (secondary qualifier)